# Виамоасе
Виамоасе — деревня в Южном Секуере, районе региона Ашанти в Гане.

## Образование
Виамоасе известна своей общеобразовательной школой имени Окомпфо Аноки. Это школа второго цикла обучения.

## Здравоохранение
В Виамоасе находится Адвентистская больница Седьмого Дня.